# باول فيركلوغ
باول فيركلوغ (بالإنجليزية: Paul Fairclough)‏ هو لاعب كرة قدم ومدرب كرة قدم بريطاني، ولد في 31 يناير 1950 في ليفربول في المملكة المتحدة. لعب مع نادي ليفربول ونادي ويتون ألبيون ونادي ويلدستون لكرة القدم وويغان أتلتيك.

## وصلات خارجية
- باول فيركلوغ على موقع قاعدة بيانات كرة القدم.إي يو (الإنجليزية)
- باول فيركلوغ على موقع Soccerbase.com (مدرب) (الإنجليزية)